# ルシル・ボール

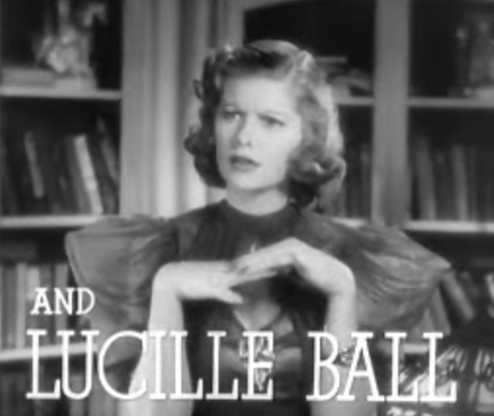
映画『ステージ・ドア』（1937年）

ルシル・デジレ・ボール（Lucille Désirée Ball、1911年8月6日 - 1989年4月26日）は、アメリカのコメディアン、モデル、映画およびテレビの女優、映画会社の重役。『アイ・ラブ・ルーシー』、『ルーシー・デジ・コメディ・アワー』、『ザ・ルーシー・ショー』、『陽気なルーシー』、『ライフ・ウイズ・ルーシー』などのシットコムの主演で知られ、存命中アメリカで最も人気があり影響力のある人物の1人とされた。またハリウッドで活動期間の長い俳優の1人でもあった。1930年代から1940年代、映画会社RKOでコーラス・ガールなどの端役として出演していたが、1950年代からテレビで主演するようになった。1960年代から1970年代は映画に出演した。1962年、『スパイ大作戦』や『スタートレック』など多くの人気連続ドラマを製作する本格的なテレビ制作会社では初の女性経営者となった。。
エミー賞に13回ノミネートされ、4回受賞した。1977年、Women in Film Crystal Award の最初の受賞者となった。1979年、ゴールデングローブ賞 セシル・B・デミル賞、1986年、ケネディ・センター名誉賞特別功労賞、1989年、テレビ芸術科学アカデミー Governors Award を受賞した。
1929年、モデルとして活動を始め、後に芸名を「ダイアン・ベルモント」としてブロードウェイで演技の活動を始めた。1930年代、RKOと契約し、映画で多くの端役を経験した。B級映画での多くの役柄により「B級映画の女王」と呼ばれていた。
1951年、連続ドラマ『アイ・ラブ・ルーシー』の製作に携わった。夫リッキー・リカード役に当時実生活でも夫であったデジ・アーナズ、エセル・マーツ役にヴィヴィアン・ヴァンス、フレッド・マーツ役にウィリアム・フローレイが共演した。マーツ夫妻はリカード夫妻の住むアパートの管理人で友人である。この番組は180エピソード放送され1957年に終了した。1957年から1960年、『Westinghouse Desilu Playhouse 』の一環の1時間番組で、出演者の追加はあったがこの4人は続投した。この番組の正式なタイトルは、第1シーズンは『The Ford Lucille Ball-Desi Arnaz Show 』、第2シーズンは『The Westinghouse Desilu Playhouse Presents The Lucille Ball-Desi Arnaz Show 』であった。以降1967年まで毎年夏、CBSで『ルーシー・デジ・コメディ・アワー』として放送された。特別番組の際にはアン・サザーン、ルディ・ヴァリー、タルラー・バンクヘッド、フレッド・マクマレイおよびジューン・ヘイヴァー、ベティ・グレイブルおよびハリー・ジェイムス、フェルナンド・ラマス、モーリス・シュヴァリエ、ダニー・トーマスおよび彼の番組『Make Room for Daddy 』の共演者であるレッド・スケルトン、ポール・ダグラス、アイダ・ルピノ、ハワード・ダフ、ミルトン・バール、ロバート・カミングスなどが出演し、最終回『Lucy Meets the Moustache 』にはアーニー・コヴァックスおよびエディ・アダムスが出演した。他に1962年から1968年までCBSで『ルーシー・ショー』(156エピソード)、1968年から1974年まで『陽気なルーシー』(144エピソード)に主演した。彼女の最後の連続テレビドラマ出演は『Life with Lucy 』であったが、13エピソード製作されたものの8エピソードで打ち切りとなった。
1940年、キューバ人バンドリーダーのデジ・アーナズと駆け落ちした。1951年7月17日、およそ40歳で第一子長女ルーシー・アーナズを出産し、その1年半後、第二子長男デジ・アーナズJr.を出産した。1960年5月4日、離婚。
1989年4月26日、77歳で大動脈解離により亡くなった。当時、仕事上のパートナーでスタンダップ・コメディアンのゲイリー・モートンと再婚しており、27年以上におよぶ結婚生活を送っていた。
2021年、デジ･アーナズとの夫婦の人生を描いた劇映画『愛すべき夫妻の秘密』（Being The Ricardos、アーロン・ソーキン監督）が公開され、ニコール・キッドマンが彼女を演じた。2022年、デジ･アーナズとの夫婦の人生を描いたドキュメンタリー映画『ルーシーとデジ ～知られざる真実～』（LUCY AND DESI、エイミー・ポーラー監督）が公開された。

## 生い立ち
1911年8月6日、ニューヨーク州のジェームズタウンで父ヘンリー・ダレル・ボール(1887年9月16日 - 1915年2月19日)と母デゼレイ・イヴ・ハント(愛称DeDe ) (1892年9月21日 - 1977年7月20日)との子として生を受ける。出身地についてはモンタナ州ビュートと語ることもある。「ニューヨーク生まれ」よりも「モンタナ生まれ」の方がよりロマンティックだと彼女が語ったと複数の雑誌で報じられ、自分が「西部の子」であると作り上げたとされる。彼女が3歳の頃、モンタナ州アナコンダに転居し、その直後父が亡くなり、その後ミシガン州Wyandotte に転居した。彼女の一家はバプテスト教会の信者で、スコットランド、フランス、アイルランド、イングランドの血を引いている。系図によるとマサチューセッツ湾植民地の初期の入植者エドマンド・ライスなど植民時代初期の入植者の子孫とみられる。
ベル電話会社の電話保線工員であった父は転勤が多く、彼女が生まれてからの3年間でジェームズタウンからアナコンダ、その後ニュージャージー州トレントンに引っ越した。母が第二子フレッド・ボールを妊娠中、父は腸チフスにかかり、1915年2月に亡くなった。その日のことは、鳥が家の中に入ってきてしまったこと以外は写真でしか覚えていない。それ以降彼女は鳥恐怖症となった。
父親の死後、彼女と弟のフレッド・ヘンリー・ボール(1915年7月17日 - 2007年2月5日)は母とジェームズタウン西の夏季向けリゾート地であるChautauqua Lake のあるニューヨーク州セレロンに住む祖父母に育てられた。彼女の幼少期に多大な影響を与えたのは当時全米で屈指の行楽地であったセレロン・パークであった。明かり付きの湖に向かう滑り台のような遊歩道、ピア・ボールルーム、ローラーコースター、野外音楽堂、ヴォードヴィルのステージ、コンサート、演劇の定期公演などが行なわれていた。祖父のフレッド・ハントは演劇がとても好きであった。彼は時々家族をヴォードヴィルを観に連れて行ったりし、彼女を学校演劇などにも参加させた。父の死から4年後、母は再婚した。継父のエドワード・ピーターソンは母と職探しに他の都市へ出かけ、彼女は継父のピューリタンのスウェーデン人である両親の世話をしなくてはならなかった。彼らはバスルームの1枚を除いて全ての鏡を排除した。彼女が成長し身なりに気を遣うようになると、厳しく罰せられた。この頃のことは彼女に大きな影響を与え、彼女自身は7年か8年続いたと語っているが、実際はそれより短かったとみられる。エドワード・ピーターソンはShriner であった。彼の組織が女性による歌や踊りが必要となると、12歳の彼女はオーディションに駆りだされた。彼女が舞台に出演するようになると、これこそが自分が賞賛される方法であると確信するようになった。彼女は若いうちから世に出たいと考えていた。1927年、祖父が監視していたにもかかわらず、庭で近所の少年が不注意の何者かに撃たれて麻痺が残ったとして裁判により家屋と家具を没収されてしまった。その後ジェイムズタウンの小さなアパートに転居した。

## 10代の頃および初期の経歴
1925年、ボールが14歳の頃、地元の23歳のチンピラであるジョニー・デヴィータと交際を始めた。母はこの交際を快く思っておらず、数週間で別れるだろうと思っていたがなかなか別れさせることができずにいた。約1年後、母は娘のショー・ビジネス界への熱望をもとに別れさせようとした。家計が困窮していたにもかかわらず、ニューヨークにあるジョン・ミュレイ・アンダーソン・スクールの演劇科に入学させた。ベティ・デイヴィスが同級生であった。ボールは後に「ここで私が学んだのは怖がらせる方法だけだった」と語った。
教師達が間違っていることを証明するため、1928年にニューヨークに戻ってきた。またハッティ・カーネギーのファッション・モデルを務めることとなったが、軌道に乗っていた頃にリウマチ熱、関節リウマチ、その他原因不明の病により2年間休業せねばならなかった。1932年に再び女優を目指すためニューヨークに戻り、生活のためにChesterfield の煙草売りをしたり再びカーネギーのもとで働いた。「ダイアン・ベルモント」という芸名を使い、ブロードウェイでコーラスの仕事を得たが、長くは続かなかった。『Vanities 』の興行主アール・キャロル、『Rio Rita 』ツアー公演のプロデューサーのフローレンツ・ジーグフェルド・ジュニア、『Stepping Stones 』のシュバート兄弟のプロダクションから雇われてすぐ解雇された。

## ハリウッド
ゴールドウィン・ガールズに所属し、『羅馬太平記』(1933年)にクレジット無しの端役で出演後、映画女優に専念するためハリウッドに転居した。RKOとの契約で三ばか大将の2リール短編コメディ『Three Little Pigskins 』(1934年)、マルクス兄弟の映画『ルーム・サーヴィス』(1938年)を含む多数の映画に端役で出演した。またフレッド・アステアおよびジンジャー・ロジャースが主演した『ロバータ』I(1935年)でモデルの1人、『トップ・ハット』(1935年)で花嫁介添人、『艦隊を追って』冒頭部の脇役など数々のアステア=ロジャース映画に出演している。ジンジャー・ロジャースはボールの母方の遠い親戚である。キャスリン・ヘプバーンとロジャースがダブル主演の『ステージ・ドア』(1937年)ではロジャースもボールも共に女優を目指す役を演じた。1936年、ブロードウェイで、ハリウッドのデュプレックス・アパートメントを舞台にしたバートレット・コーマックのコメディ『Hey Diddle Diddle 』で役を得た。1937年1月21日、ニュージャージー州プリンストンでプレミア公演が上演され、「神経症の演出家、困惑した重役、上に上がろうとする少女達の邪魔をするスター達によって作り出された3名のルームメイトのうちの1人」であるジュリー・タッカー役を演じた。当初は好評であったが、主演のコンウェイ・タールは健康問題を抱えていた。コーマックは彼を降板させたかったが、プロデューサーのアン・ニコルズは役柄に問題があるとして、脚本を作り直す必要があると主張した。2人の意見の相違は解決に至らなかった。ブロードウェイにあるヴァンダービルト劇場で開幕が決まっていたが、ティールが突然危篤となったためワシントンD.C.での公演は1週間で閉幕した。1940年代、ボールはメトロ・ゴールドウィン・メイヤー(MGM)と契約したが、ここでの作品からスターダムに上ることはなかった。
1939年の『Five Came Back 』など多くのB級映画で主演していたため、フェイ・レイの後を継いで「B級映画の女王」と呼ばれた。多くの女優の卵同様、ボールも名を広めることと生活のためにラジオに出演した。1937年、『フィル・ベイカー・ショー』にレギュラー出演した。1938年の放送終了時、後に『オズの魔法使』でブリキ男を演じるジャック・ヘイリーと共に『The Wonder Show 』に出演した。以降50年に亘る仕事仲間となる、この番組でアナウンサーを務めていたゲイル・ゴードンと出会った。1939年4月7日、『The Wonder Show 』は1シーズンで終了した。MGMのプロデューサーのアーサー・フリードはアン・サザーンのためにブロードウェイのヒット・ミュージカル『デュバリイは貴婦人』(1943年)の映画化権を購入したが、サザーンはこの役を受けず、実生活でサザーンの親友であったボールが演じることとなった。1946年、『Lover Come Back 』に主演し、1948年、『The Fuller Brush Man 』にクレジット無しのサリー・エリオット役で出演した。

## デジ・アーナズ
1940年、ボールはリチャード・ロジャースとロレンツ・ハートの舞台の映画化『Too Many Girls 』の撮影中、キューバ生まれのバンドリーダーであるデジ・アーナズと出会った。出会って2日目に親密になり、同年駆け落ちした。1942年、アーナズはアメリカ陸軍に召集されたが、膝の怪我により限られた職務しかできなかった。その後アーナズはロサンゼルスに住み、太平洋から帰還し、負傷したGIのために米軍慰問団(USO)のショーを組織および上演した。同年ボールは『The Big Street 』で体が麻痺しているナイトクラブの歌手を演じ、ヘンリー・フォンダは彼女に憧れるウエイターを演じた。翌年ボールは『デュバリイは貴婦人』に出演し、ブルネットから燃えるような赤い髪に染め、これが彼女のトレードマークとなった。
1944年、アーナズと最初の離婚を申し立てたが、すぐ和解して取り下げた。1917年生まれのアーナズは1911年生まれのボールより6歳下であり、当時は年上女性と年下男性の関係は社会的に受け入れがたく、そのため数年間は間を取って2人共1914年生まれとしてきた。

## 『アイ・ラブ・ルーシー』およびデシル・プロダクション
1948年、CBSラジオの『My Favorite Husband 』で奇抜な妻であるリズ・クガート(後にクーパーに改名)を演じた。この番組は成功し、CBSはボールにテレビ・ドラマ化を持ちかけた。彼女は承諾したが、夫役をアーナズにするよう主張した。CBSの重役は、視聴者は赤毛のアメリカ人とキューバ人の夫婦を受け入れないのではないかと危惧した。ボールとアーナズによるデシル・プロダクション製作のパイロット版は、CBSは当初良い印象を持たなかった。アーナズを番組に出演させるため、ひょうきん妻のルーシーを演じるヴォードヴィルで2人はツアー公演をしてまわった。このツアー公演は好評で、CBSはこの夫婦を『アイ・ラブ・ルーシー』に出演させることにした。『アイ・ラブ・ルーシー』はルシル・ボールのためのスター番組というだけでなく、互いの仕事が忙しくすれ違い気味であった夫婦関係の修復のためでもあった。
ボールはテレビ業界の管理職ともなり、いくつかの第一人者ともなっている。ボールとアーナズが創立したデシル・プロダクションにより、彼女はプロダクション会社の社長となった最初のテレビ女優となった。離婚後、ボールはアーナズの取り分を買い取り、スタジオの社長として業務を拡大した。デシルおよび『アイ・ラブ・ルーシー』は、観客のいるスタジオで多数のカメラで収録したり、セット同士を繋げたり、現在も番組制作で使用されるメソッドのパイオニアであった。この頃ボールはBrandeis-Bardin Institute で32週、コメディ・ワークショップで教えてもいた。ボールは「コメディを教えることはできない。その素質があるかないかである」と引用した。
プレミア放送時、ほとんどの番組が東部標準時および中部標準時の地域の視聴者に向けてニューヨークから生放送し、キネコにより後で西部にも放送された。キネコはフィルムより劣るため、西部では画質的に劣った放送を観なくてはならなかった。ボールとアーナズはロサンゼルスに住み続けたかったが、標準時の都合上不可能であった。ロサンゼルスのゴールデンタイムに放送するには東部では遅すぎるため、多くの視聴者が劣化画像を観るだけでなく、放送まで少なくとも1日待たなくてはならなかった。
スポンサーのフィリップモリスは大型市場である東海岸ではキネコでの日遅れ放送を行ないたくなく、撮影、製作、編集に余計な費用を払いたくないため、ボールとアーナズはニューヨークに転居した。ボールとアーナズはデシルの経営状況を考慮して撮影費用を削るよう要請し、1度放送された番組の権利を所有し続けたかった。初回放送後、CBSは番組の権利を貴重で持続性の高い資産であると気付かず断念し、デシルに返した。番組販売を通して再放送を重ね、デシルは『アイ・ラブ・ルーシー』で数百万ドルを上げ、番組販売による再放送で利益を上げる前例となった。テレビ創成期、再放送に関する制度が確立されておらず、業界関係者の多くは視聴者が再放送を望むことに懐疑的であった。この時代の人気番組は不完全なキネコ装置により、次世代の視聴者が見るには劣化が酷かったが、『アイ・ラブ・ルーシー』は半世紀以上世界中の数億人に視聴されている。ボールとアーナズの賭けはその後数10年、ニューヨークからハリウッドまでテレビ製作の手本となった。
デシルは撮影監督として著名なドイツ人カメラマンのカール・フロイントを雇った。フロイントはF・W・ムルナウおよびフリッツ・ラングのもとで『メトロポリス』(1927年)の一部、ベラ・ルゴシ主演の『魔人ドラキュラ』(1931年)の撮影に携わったことがあり、自身もボリス・カーロフ主演の『ミイラ再生』(1932年)など多数のハリウッド映画を監督した。フロイントは3台のカメラを使用し、これがシチュエーション・コメディのスタンダードとなった。観客の前でコメディを長距離撮影、中距離撮影、近距離撮影するには様々な技術が要求される。変わった撮影方法としては、白から灰色までの缶塗料を用いて陰影をつけた。フロイントは全てに強い光を当てて影を消し、照明を当て続ける平面光撮影の第一人者であった。
『アイ・ラブ・ルーシー』はその放送期間中、全米の週間視聴率で上位につけていた。(ラジオ・ドラマ化が検討され、リカード夫妻とマーツ夫妻が仲違いをしてアパートを出て行こうとする『Breaking the Lease 』のエピソードが製作されたが、放送されず現存している)『Lucy Does The Tango 』のエピソードでルーシーとリッキーがタンゴの練習をするシーンは番組史上最も観客が笑っている時間が長かった。長過ぎたために音響スタッフはサウンドトラックを半分カットしなくてはならないほどであった。綿密なリハーサルとデシルの業務により、番組の成功と共にアーナズは多忙となった。番組継続中にも2人はヴィンセント・ミネリ監督の『The Long, Long Trailer 』(1954年)、アレクサンダー・ホール監督の『Forever, Darling 』(1956年)などの映画で共演した。
デシルは、ボールが『ステージ・ドア』で共演したイヴ・アーデン主演の『Our Miss Brooks 』、『アンタッチャブル』、『宇宙大作戦』、『スパイ大作戦』など多くの人気番組を制作した。他に『My Three Sons 』(12シーズン中1から7シーズンまで)、シェルドン・レナードのプロデュース・シリーズである『Make Room for Daddy 』、『The Dick Van Dyke Show 』、『メイベリー110番』、『I Spy 』などはデシル・スタジオで撮影され、このロゴが表示される。1967年、デシルはパラマウント映画に買収された。

## 私生活
1951年7月17日、ボールの40歳の誕生日1ヶ月前、第1子長女ルーシー・アーナズを出産した。1年半後、第2子長男デジ・アーナズ・ジュニアを出産した。彼が生まれた頃、『アイ・ラブ・ルーシー』は確固たる人気を誇っており、ボールとアーナズは番組に妊娠のエピソードを盛り込んだ。(ボールの実際の帝王切開予定日はルーシーの出産日と同日であった)当時CBSはいくつかの挑戦を強いられた。当時、妊娠している女性がテレビに出演することだけでなく、「妊娠(pregnant )」という言葉を発することすらはばかられていた。数名の聖職者への確認後、妊娠の話を組み入れたが、「pregnant 」ではなく「expecting 」が使われた。(アーナズが故意に「spectin 」と言い間違えて笑いをとった)このエピソードはフランス語の「pregnant 」を使用し『Lucy Is Enceinte 』と名付けられたが、エピソード名が番組内で登場することはなかった。1952年の冬までルーシーの妊娠に全米が沸いた。1952年アメリカ合衆国大統領選挙でのアイゼンハワー当選とルーシーの妊娠がメディアを賑わせた。1953年1月14日、翌月曜の放送で赤ちゃんが登場すると報じられた。詳細を知るため何百人もの人がスタジオやハリウッドの出版社に電話をかけた。1月19日がテレビ史上記録に残る日となった。アイゼンハワーの宣誓就任式の視聴者が2900万人、ルーシー・リカードがリトル・リッキーを迎える放送の視聴者が4400万人であった。1953年1月、リトル・リッキー誕生は『TVガイド』の表紙を飾った。
ボールはデジ・ジュニアとライザ・ミネリの関係を否定した。息子がミネリとデートしたことについて「ライザは好きだけれども家庭には向いていない」と語った。
彼女の親友であるジンジャー・ロジャース、ヴィヴィアン・ヴァンス、メアリー・ウィックス、メアリー・ジェーン・クロフト、キャロル・クックは少なくとも1度はボール主演のシリーズに出演している。
1956年10月、『アイ・ラブ・ルーシー』主演の4名であるボール、ヴィヴィアン・ヴァンス、デジ・アーナズ、ウィリアム・フロウリーはNBCのボブ・ホープのスペシャル番組に出演し、『アイ・ラブ・ルーシー』のパロディを放送した。4名が揃ってカラー放送に出演したのはこれが最初で最後である。
1950年代終盤までにデシルの規模は拡大し、それに伴いボールとアーナズのストレスも増大し、アーナズの飲酒が問題となってきた。1960年5月4日、『The Lucy–Desi Comedy Hour 』の最終回撮影終了から2ヶ月後、2人は離婚した。1986年にアーナズが亡くなるまでアーナズとボールは良い友人関係を保ち、しばしばとても親しげに話していた。後に出演した連続ドラマではいつも未婚女性を演じ、彼女の実生活での離婚が暗示された。
翌年ボールはブロードウェイでミュージカル『Wildcat 』に出演し、ポーラ・スチュアートとW主演した。2人は30年に亘る友人で、スチュワートはボールに13歳年下のボルシチベルトのスタンダップ・コメディアンのゲイリー・モートンを紹介し、ボールとモートンは再婚することとなった。ボールによるとモートンは多忙のため『アイ・ラブ・ルーシー』を観たことがなかった。ボールはすぐにモートンを自身のプロダクション会社に入社させてテレビ界のビジネスを教え、最終的にモートンはプロデューサーとなった。またモートンはボールが出演する様々な連続ドラマに時々出演することもあった。

## 後年
1960年、ブロードウェイのミュージカル『Wildcat 』に出演していたが、ボールの体調不良により続行が不可能となったため予定より早く閉幕した。このミュージカルで使用された楽曲『Hey, Look Me Over 』は有名になり、『エド・サリヴァン・ショー』でポーラ・スチュワートと共に演奏した。他に『Yours, Mine and Ours 』(1968年)、ミュージカル映画『Mame 』(1974年)などの映画の他、CBSのヴァンスおよびゲイル・ゴードン共演の『ルーシー・ショー』(1962年～1968年)、ゴードンの他に実の子ルーシーとデジ・ジュニアも共演した『陽気なルーシー』(1968年～1974年)などロングランの人気シットコムに出演した。1974年、ディック・キャヴェットの番組に出演し、自身の人生およびアーナズとの生活について語った。他の俳優および女優と同様のアーナズへの愛を明らかにした。
またこの時のインタビューで、これまでの人生で一番変わった出来事は歯医者で詰め物をした後に起こったと語った。頭の中でラジオが聞こえるようになったのである。スタジオから帰宅する途中、ある地域を越えたらモールス符号のようなものが聞こえ、次第に強くなっていった。翌朝、専門家に調査を依頼したところ、日本製の送信機が埋め込まれており、日本と送受信していたのである。
映画『影なき狙撃者』でフランク・シナトラによりアイスリン夫人に配役を考えられていた。しかし監督でプロデューサーのジョン・フランケンハイマーは『All Fall Down 』で母親役を演じたアンジェラ・ランズベリーを推した。
1980年代中期、ボールはテレビでの復帰を望んでいた。1982年、『Three's Company 』の回想シーンで『アイ・ラブ・ルーシー』の最初の5シーズンから記憶に残るシーンを要約したビデオを流し、『アイ・ラブ・ルーシー』への愛を語った。1985年、テレビ映画『Stone Pillow 』で年配のホームレスの女性を演じたが賛否両論であった。1986年、シットコム『Life with Lucy 』で再度ルーシー役を演じ、長年の相手役であるゲイル・ゴードンと共演し、ボールはゲイリー・モートンおよび多作のプロデューサーで元俳優のアーロン・スペリングと共同プロデュースを行なったが、ABCにより2ヶ月で打ち切られた。1988年5月、ボールは軽度の心筋梗塞により入院した。ボールが最後に公の場に出たのは、亡くなる1ヶ月前、第61回アカデミー賞でボブ・ホープと共にプレゼンターとして登場した際、スタンディング・オヴェイションで迎えられた。

## 死
1989年4月18日、ボールはビバリーヒルズの自宅で胸の痛みを訴えた。救急車を呼び、Cedars-Sinai Medical Center の救急センターに運ばれた。大動脈解離と診断され、バイクの事故で亡くなった27歳の男性の大動脈を移植するため8時間近く手術が行なわれた。手術は成功し、とても早く回復し始め、少しの手伝いを受けながら部屋の周りを歩けるまでになった。ハリウッドから回復を願う声が次々と寄せられ、病院向かいのハードロックカフェでは「Hard Rock Loves Lucy (ハード・ロックはルーシーを愛しています)」という看板が立てられた。4月26日の夜明け直後、ボールは背中の酷い痛みで目が覚め、すぐに意識を失った。手を尽くしたが太平洋標準時5時47分に77歳で亡くなった。医師によると前週の手術とは関係のない腹部の大動脈破裂により亡くなった。火葬後の灰は当初ロサンゼルスのForest Lawn Memorial Park に埋葬されたが、2002年、彼女の子供達がボールの兄弟、両親、祖父母が埋葬されているニュージャージー州ジェイムスタウンにあるLake View Cemetery の家族墓に移し変えた。

## 受賞歴等[69]
| 年   | 賞                                   | 部門                                                                                 | 結果       |
| ---- | ------------------------------------ | ------------------------------------------------------------------------------------ | ---------- |
| 1952 | プライムタイム・エミー賞             | コメディエンヌ賞                                                                     | ノミネート |
| 1953 | プライムタイム・エミー賞             | コメディエンヌ賞                                                                     | 受賞       |
| 1953 | プライムタイム・エミー賞             | パーソナリティ賞                                                                     | ノミネート |
| 1954 | プライムタイム・エミー賞             | 連続ドラマ部門 主演女優賞 アイ・ラブ・ルーシー                                       | ノミネート |
| 1955 | プライムタイム・エミー賞             | 連続ドラマ部門 主演女優賞 アイ・ラブ・ルーシー                                       | ノミネート |
| 1956 | ゴールデン・グローブ賞               | テレビドラマ部門 作品賞 アイ・ラブ・ルーシー                                         | 受賞       |
| 1956 | プライムタイム・エミー賞             | 連続ドラマ部門 主演女優賞 アイ・ラブ・ルーシー                                       | 受賞       |
| 1956 | プライムタイム・エミー賞             | コメディエンヌ賞                                                                     | ノミネート |
| 1957 | プライムタイム・エミー賞             | 連続ドラマ部門 コメディエンヌ賞 アイ・ラブ・ルーシー                                 | ノミネート |
| 1958 | プライムタイム・エミー賞             | 連続ドラマ部門 コメディエンヌ賞 アイ・ラブ・ルーシー                                 | ノミネート |
| 1960 | ハリウッド・ウォーク・オブ・フェーム | 映画:6436 Hollywood Blvd. テレビ:6100 Hollywood Blvd.                                | 受賞       |
| 1961 | ゴールデン・グローブ賞               | 映画部門 主演女優賞（ミュージカル・コメディ部門） よろめき珍道中 (The Facts of Life) | ノミネート |
| 1961 | ローレル・アワード                   | コメディ女優賞 よろめき珍道中                                                        | 第2位      |
| 1963 | プライムタイム・エミー賞             | 連続ドラマ部門 主演女優賞 ザ・ルーシー・ショー                                       | ノミネート |
| 1963 | ゴールデン・アップル・アワード       | Most Cooperative Actress                                                             | ノミネート |
| 1966 | プライムタイム・エミー賞             | 連続ドラマ部門 主演女優賞 コメディ部門 ザ・ルーシー・ショー                          | ノミネート |
| 1967 | プライムタイム・エミー賞             | 連続ドラマ部門 主演女優賞 コメディ部門 ザ・ルーシー・ショー                          | 受賞       |
| 1968 | ゴールデン・グローブ賞               | テレビドラマ部門 主演女優賞（ミュージカル・コメディ部門） ザ・ルーシー・ショー       | ノミネート |
| 1968 | プライムタイム・エミー賞             | 連続ドラマ部門 主演女優賞 コメディ部門 ザ・ルーシー・ショー                          | 受賞       |
| 1968 | ローレル・アワード                   | コメディ女優賞                                                                       | 受賞       |
| 1969 | ゴールデン・グローブ賞               | 映画部門 主演女優賞（ミュージカル・コメディ部門） 合併結婚 (Yours, Mine and Ours)    | ノミネート |
| 1970 | ゴールデン・グローブ賞               | テレビドラマ部門 主演女優賞（ミュージカル・コメディ部門） 陽気なルーシー             | ノミネート |
| 1972 | ゴールデン・グローブ賞               | テレビドラマ部門 主演女優賞（ミュージカル・コメディ部門） 陽気なルーシー             | ノミネート |
| 1973 | ゴールデン・アップル・アワード       | 主演女優賞                                                                           | 受賞       |
| 1975 | ゴールデン・グローブ賞               | 映画部門 主演女優賞（ミュージカル・コメディ部門） メイム (Mame)                      | ノミネート |
| 1977 | Women in Film Crystal Awards         | Crystal Award                                                                        | 受賞       |
| 1979 | ゴールデン・グローブ賞               | セシル・B・デミル賞                                                                  | 受賞       |
| 1987 | アメリカン・コメディ・アワード       | 特別功労賞                                                                           | 受賞       |
| 1988 | Hasty Pudding Theatricals Awards     | 女優賞                                                                               | 受賞       |
| 1989 | プライムタイム・エミー賞             | ガヴァナー賞                                                                         | 受賞       |
| 1989 | TCAアワード                          | Career Achievement Award                                                             | 受賞       |
| 1990 | パームスプリングス国際映画祭         | Desert Palm Achievement Award                                                        | 受賞       |
| 2007 | TVランド・アワード                   | Legacy of Laughter Award                                                             | 受賞       |

ボールは数々の名誉ある賞を受賞し、1989年7月6日、ジョージ・H・W・ブッシュ大統領より大統領自由勲章、Women's International Center よりLiving Legacy Award を贈られるなど、亡くなった後も数々の賞を受賞している。
ボールの故郷であるニューヨーク州ジェイムスタウンにはLucille Ball-Desi Arnaz Center 博物館がある。The Little Theatre は彼女の功績を称えLucille Ball Little Theatre と名付けられた。また『タイム』誌の100 Most Important People of the Century に選ばれた。
2001年8月6日、アメリカ合衆国郵便公社より、ハリウッド・シリーズの記念切手の一環として生誕90年を記念した切手が発表された。『TVガイド』では創刊当初の1953年にデジ・アーナズ・ジュニア誕生が表紙を飾って以来、最多の計39回表紙を飾っている。『TVガイド』はボールをGreatest TV Star of All Time に選出し、『アイ・ラブ・ルーシー』放送50周年には8種類の表紙を用意しコレクターズ・アイテムとなり、アメリカのテレビ史上優れた番組として『となりのサインフェルド』に続き第2位に格付けした。2001年、女性解放運動の一翼を担ったとしてNational Women's Hall of Fame に殿堂入りした。
New York Friars Club はニューヨークにあるクラブハウスの名をボールに因んで名付けた。
2007年、第5回TVランド・アワードのLegacy of Laughter を受賞した。『アイ・ラブ・ルーシー』はHall of Fame Magazine のGreatest TV Series に選ばれた。『TVガイド』はボールをgreatest TV star of all time に選出した。同年11月、50 Greatest TV Icons にジョニー・カーソンに次ぐ第2位に選ばれた。
2011年8月6日、生誕100周年にはGoogleがGoogle Doodleでボールに敬意を表したロゴが発表した。このロゴでは『アイ・ラブ・ルーシー』の6シーンを表現していた。同日、ボールの故郷ニューヨーク州ジェイムスタウンには915名のそっくりさんが集結し、同様の集結で世界記録を打ち出した。
1960年2月8日、ハリウッド・ウォーク・オブ・フェームのハリウッド通り6436番地に映画の、6100番地にテレビの星が埋め込まれた。

## その他
2021年、ボールとアーナズの関係を描いた伝記映画『愛すべき夫妻の秘密』が制作され、ニコール・キッドマンがボールを演じた。

## 主な出演作品

### 主な出演映画
| 公開年 | 邦題 原題                                                   | 役名                                 | 備考           |
| ------ | ----------------------------------------------------------- | ------------------------------------ | -------------- |
| 1934   | ムーラン・ルージュ Moulin Rouge                             | ショーガール                         | クレジットなし |
| 1934   | 女優ナナ Nana                                               | コーラスガール                       | クレジットなし |
| 1934   | 百万弗小僧 Kid Millions                                     | ゴールドウィン・ガール               | クレジットなし |
| 1935   | 恋の歌 I Dream Too Much                                     | グウェンダリン                       |                |
| 1935   | ロバータ Roberta                                            | ファッションモデル                   | クレジットなし |
| 1935   | トップ・ハット Top Hat                                      | 花屋の店員                           | クレジットなし |
| 1936   | 艦隊を追って Follow the Fleet                               | キティ・コリンズ                     |                |
| 1936   | 世界の歌姫 That Girl from Paris                             | クレア・ウィリアムズ                 |                |
| 1937   | ステージ・ドア Stage Door                                   | ジュディス                           |                |
| 1938   | 生活の悦び Joy of Living                                    | サリナ                               |                |
| 1938   | 処女読本 Having Wonderful Time                              | ミリアム・スクリューボール           |                |
| 1938   | ルーム・サーヴィス Room Service                             | クリスティン                         |                |
| 1938   | 忘れられた恋人 Next Time I Marry                            | ナンシー                             |                |
| 1940   | 恋に踊る Dance, Girl, Dance                                 | バブルズ／タイガー・リリー・ホワイト |                |
| 1940   | 女学生の恋 Too Many Girls                                   | コニー・ケイシー                     |                |
| 1942   | 太陽の谷間 Valley of the Sun                                | クリスティン・ラーソン               |                |
| 1942   | ビッグ・ストリート/愛しき女への挽歌 The Big Street          | グロリア                             |                |
| 1943   | デュバリイは貴婦人 Du Barry Was a Lady                      | メイ・デイル／マダム・デュバリイ     |                |
| 1943   | 万雷の歓呼 Thousands Cheer                                  | 本人                                 |                |
| 1945   | ジーグフェルド・フォリーズ Ziegfeld Follies                 | 本人                                 |                |
| 1945   | 凸凹ハリウッドの巻 Bud Abbott and Lou Costello in Hollywood | 本人                                 | クレジットなし |
| 1946   | 闇の曲り角 The Dark Corner                                  | キャスリーン・スチュワート           |                |
| 1947   | 誘拐魔 Lured                                                | サンドラ・カーペンター               |                |
| 1949   | 腰抜け顔役 Sorrowful Jones                                  | グラディス・オニール                 |                |
| 1949   | 妻ゆえに Easy Living                                        | アン                                 |                |
| 1950   | 特ダネ女史 A Woman of Distinction                           | 本人                                 | クレジットなし |
| 1950   | 腰抜け千両役者 Fancy Pants                                  | アガサ                               |                |
| 1960   | よろめき珍道中 The Facts of Life                            | キティ                               |                |
| 1967   | プレイラブ48章 A Guide for the Married Man                  | テクニカル・アドバイザー             |                |
| 1968   | 合併結婚 Yours, Mine and Ours                               | ヘレン                               |                |
| 1974   | メイム Mame                                                 | メイム・デニス                       |                |

### テレビシリーズ
| 放映年    | 邦題 原題                          | 役名                   | 備考                                 |
| --------- | ---------------------------------- | ---------------------- | ------------------------------------ |
| 1951–1957 | アイ・ラブ・ルーシー I Love Lucy   | ルーシー・リカード     | 出演・製作 181エピソードに出演       |
| 1957-1960 | The Lucy-Desi Comedy Hour          | ルーシー・リカード     | 13エピソードに出演                   |
| 1962–1968 | ザ・ルーシー・ショー The Lucy Show | ルーシー・カーマイケル | 出演・製作総指揮 156エピソードに出演 |
| 1968–1974 | 陽気なルーシー Here's Lucy         | ルーシー・カーター     | 143エピソードに出演                  |

### ラジオ
- My Favorite Husband (1948–1951)

## 参照
1. ↑  “Lucille Ball Bio”.   tv.com. 2008年5月24日時点のオリジナルよりアーカイブ。2008年4月2日閲覧。 “Lucille Ball is one of the worlds favorite actresses”
2. ↑  "Arnaz Quits Presidency Of Desilu; Former Wife, Lucille Ball, Gets Post," Wall Street Journal, Nov. 9, 1962, p. 18.
3. ↑  “Lucille Ball – Biography”.   punoftheday.com. 2008年4月2日閲覧。 “Ball wins four Emmys and nominated for a total of 13”
4. ↑  “Past Recipients: Crystal Award”. Women In Film. 2011年6月30日時点のオリジナルよりアーカイブ。2011年5月10日閲覧。
5. ↑  “The Cecil B. DeMille Award”.   Hollywood Foreign Press Association. 2011年6月28日時点のオリジナルよりアーカイブ。2012年3月10日閲覧。
6. ↑  “List of Kennedy Center Honorees”.   Kennedy-center.org. 2015年1月14日時点のオリジナルよりアーカイブ。2012年3月10日閲覧。
7. ↑  “Hall of Fame Archives: Inductees”.   Academy of Television Arts & Sciences. 2012年3月10日閲覧。
8. 1 2  “Lucie Arnaz Filmography”.   Fandango. 2008年3月20日時点のオリジナルよりアーカイブ。2008年4月5日閲覧。
9. 1 2 3  “Lucille Ball Timeline and Biography”.   twoop.com. 2008年4月5日閲覧。 “Ball gives birth to her children”
10. ↑  “Lucille Ball”.   Morbid Curiosity. 2008年4月6日閲覧。 “Lucille Ball is recovering and dies”
11. 1 2  Sanders & Gilbert 1993, p. 216.
12. ↑  “Time Life”. Time.  オリジナルの2008年4月6日時点におけるアーカイブ。 2008年4月2日閲覧。About Lucille Ball's relatives.{{cite news}}:  CS1メンテナンス: postscript (カテゴリ)
13. 1 2 3  Higham , C. (1986). Lucy: The life of Lucille Ball . New York: St. Martin's Press.
14. ↑  Kanfer 2003, p. 10.
15. ↑  Ball 1997, pp. 168–169.
16. ↑  “Some Ancestral Remains of Lucille Ball by Lois Barris”.   Rootsweb.com. 2012年10月6日閲覧。
17. ↑  “Isaac Ball (1747- ?)”.   Edmund Rice (1638) Association.  Lucille Desiree Ball (1911-1989) was a descendant of Edmund Rice as follows: Edmund Rice (1594-1663); Henry Rice (1617-1711); Elizabeth Rice (1648-1740); Mary Brewer (1680-?); Isaac Ball (? - 1789); Isaac Ball (1747-1790); Isaac Ball (1787-1865); Clinton Manross Ball (1817-1893); Jasper Clinton Ball (1852-1933); Henry Durell Ball (1887-1915) and Lucille Desiree Ball (1911-1989).. 2012年5月13日閲覧。
18. 1 2  Interview with Lucille Ball on the Dick Cavett Show. 1974.
19. ↑  Herringshaw 2011, pp. 17–19.
20. ↑  Kanfer 2003, p. 12.
21. ↑  “Lucille Ball Biography”. Encyclopedia of World Biography. 2008年4月5日閲覧。
22. ↑  Harris 1991, p. 23.
23. ↑  Harris 1991, p. 24.
24. ↑  Kanfer 2003, p. 16.
25. ↑  Kanfer 2003, p. 20.
26. ↑  Ball 1996, p. 41.
27. ↑  Brady 2001, p. 20.
28. ↑  Kanfer 2003, p. 24.
29. ↑  Kanfer 2003, p. 205.
30. ↑  Kanfer 2003, p. 30.
31. 1 2  “Lucille Ball Trivia”. NetGlimse. 2005年5月21日時点のオリジナルよりアーカイブ。2012年3月14日閲覧。
32. ↑  Brady 2001, p. 33.
33. ↑  “Lucille Ball”.   Everything2.com. 2008年4月5日閲覧。 “Ball and Rogers are
 lifelong friends”
34. ↑  Brady, Kathleen (2001). Lucille: The Life of Lucille Ball. Random House Digital, Inc.. p. 73. ISBN 978-0-8230-8913-0 2012年12月26日閲覧。
35. ↑  Brady 2001, p. 73–74.
36. ↑  Crouse, Richard J. (2003). The 100 Best Movies You've Never Seen. Toronto: ECW Press. p. 196. ISBN 1-55022-590-1. ""Stage Door" gives Ball her big break"
37. ↑  “"The Wonder Show" – 1938 Radio Series – Starring Jack Haley, with Lucille Ball & Gale Gordon”.   The Wonder Show. 2008年4月9日閲覧。 “Lucy and The Wonder Show”
38. ↑  “Lucille Ball biography”.   Essortment.com. 2008年4月5日閲覧。 “Ball and Arnaz patch things up before divorce became final”
39. ↑  Silver, Allison (2009年7月16日). “Sotomayor: More 'Splainin' to Do”. The Huffington Post 2010年6月18日閲覧. "CBS executives originally did not want Ball, a sassy redhead, married to a Latino on the program"
40. ↑  “American Masters "Lucille Ball: Finding Lucy"”.  PBS. 2008年4月2日閲覧。 “Ball first woman to head a major studio”
41. 1 2  “Desi Arnaz”.   Clown Ministry. 2008年4月2日閲覧。 “Arnaz revolutionizes television”
42. ↑  Karol 2004, p. 201.
43. ↑  Gehring, Wes (2001年). “"I Love Lucy" Turns 50 – Lucille Ball, Desi Arnaz, background info on influential, groundbreaking TV comedy”. USA Today (Society for the Advancement of Education) 2008年4月5日閲覧. "Arnaz did not want kinescope"
44. ↑  “Sitcoms Online – I Love Lucy”.   sitcomsonline.com. 2008年4月5日閲覧。 “I Love Lucy was the first show to introduce reruns”
45. ↑  “Stars of the living room”.  Los Angeles Times. 2008年6月6日時点のオリジナルよりアーカイブ。2008年4月5日閲覧。 “Arnaz and Ball bring tv show to Los Angeles”
46. ↑  Adir, Karin (2001). The Great Clowns of American Television (McFarland Classics). Jefferson, N.C: McFarland & Company. pp. 4–10. ISBN 0-7864-1303-4
47. ↑  Sanders & Gilbert 2001, pp. 72–81.
48. ↑  (mp3) – archive.org
49. ↑  Hofstede, David (2006). 5000 Episodes and No Commercials: The Ultimate Guide to TV Shows on DVD 2007. New York: Back Stage Books. p. 149. ISBN 0-8230-8456-6. "Longest laugh in television history"
50. ↑  “Radio: Birth of a Memo”. Time. (1953年1月26日) 2011年6月14日閲覧。
51. ↑  “Celebrity Commercials in TV's Golden Age”. Teletronic. 2010年8月19日時点のオリジナルよりアーカイブ。2008年4月5日閲覧。
52. ↑  “Biography of Lucille Ball, famous TV clown”.   Clown Ministry. 2008年4月5日閲覧。
53. ↑  Kanfer 2003, pp. 35–37.
54. ↑  “Powell's Books – Review-a-Day – Ball of Fire: The Tumultuous Life and Comic Art of Lucille Ball by Stefan Kanfer”. The New Republic Online. 2003年10月3日時点のオリジナルよりアーカイブ。2008年4月5日閲覧。 “Ball's real life divorce makes it into her new shows as showing her as a single woman”
55. ↑  Kanfer 2003, pp. 72–84. "Ball and Arnaz remain friends".
56. ↑  Kanfer 2003, p. 94.
57. ↑  Kanfer 2003, p. 103.
58. ↑  Kanfer 2003, p. 220.
59. ↑  Karol 2004, p. 164.
60. ↑  “Brace Yourself”.   snopes.com (2007年8月5日). 2011年6月14日閲覧。
61. ↑  Frankenheimer's DVD audio commentary
62. ↑  “TV Land March 2007 --To Be Continued Free Fridays; Three's Company 30th Anniversary – Sitcoms Online Message Boards”.   TV Land. 2008年4月6日閲覧。 “Ball hosts Three's Company reflective”
63. ↑  “Life With Lucy”.   TV Party. 2008年4月6日閲覧。 “"Life With Lucy" turns out to be a flop”
64. ↑  http://articles.latimes.com/1988-06-01/local/me-3583_1_lucille-ball
65. ↑  Ball, Lucille. “Ball dies of ruptured aorta”.   L.A. Times. 2013年5月12日閲覧。
66. ↑  http://www.findadeath.com/Deceased/b/Lucille%20Ball/lucille_ball.htm
67. ↑  Ball, Lucille. “Lucy dies”.  Chicago Tribune. 2013年5月12日閲覧。
68. ↑  Ball, Lucille. “Ball's Ashes Moved to Jamestown, NY”.   Lisa Burks. 2013年5月12日閲覧。
69. ↑  https://www.imdb.com/name/nm0000840/awards/
70. ↑  “NATION : Lucille Ball Gets Medal of Freedom”. Los Angeles Times. (1989年7月6日) 2011年5月22日閲覧。
71. ↑  “Welcome to Women's International Center”.   Women's International Center. 2008年4月9日閲覧。 “Living Legacy Award”
72. ↑  “The Lucille Ball Little Theater of Jamestown, Inc.”.   Designsmiths. 2004年2月19日時点のオリジナルよりアーカイブ。2008年4月9日閲覧。 “Renaming of the "Little Theater" in Jamestown, New York”
73. ↑  “TIME 100 – People of the Century”. Time Magazine 2008年4月9日閲覧。
74. ↑  “USPS – Stamp Release No. 01-057 – Legendary Hollywood Star Lucille Ball Honored on U.S. Postage Stamp”.   US Post Office. 2008年1月19日時点のオリジナルよりアーカイブ。2008年4月9日閲覧。 “Ball honored on a Postage Stamp”
75. ↑  “Lucille Ball — Photos, Bio and News for Lucille Ball”.   TV Guide. 2008年4月9日閲覧。 “Lucy appears on thirty-nine covers of TV guide”
76. ↑  “TiVo Community Forums Archives – TV Guide's 50 Best Shows of All Time”.   TV Guide. 2008年4月9日閲覧。 “TV Guide's second greatest or most influential show of all time”
77. ↑  “National Women's Hall of Fame”.   Great Women Organization. 2008年4月9日閲覧。 “Ball inducted into the National Women's Hall of Fame”
78. ↑  “Lucille Ball Room”.   The Friars Club. 2012年12月3日時点のオリジナルよりアーカイブ。2013年8月27日閲覧。
79. ↑  “TV Land loves Lucy”. Los Angeles Times. (2007年4月15日) 2007年5月10日閲覧。
80. ↑  Associated Press (2007年11月16日). “Carson tops list of 50 greatest TV icons”. MSNBC 2008年3月19日閲覧。
81. ↑  Nancy Blair (2011年8月6日). “Google Doodle pays charming tribute to Lucille Ball on her 100th”. USA Today 2011年8月6日閲覧。
82. ↑  "915 Lucille Ball look-alikes set record" at upi.com
83. ↑  “Walk of Fame: Lucille Ball”. 2013年11月30日閲覧。
84. ↑  “ニコール・キッドマン×ハビエル・バルデムが夫婦に！『愛すべき夫妻の秘密』『キャッシュ・トラック』ほか、アマプラ12月の注目作品まとめ”. MOVIE WALKER PRESS. (2021年12月23日) 2021年12月28日閲覧。
85. ↑  “本人そっくり！『愛すべき夫妻の秘密』のニコール・キッドマンがすごい”. シネマトゥデイ. (2021年12月28日) 2021年12月28日閲覧。
86. 1 2  “デュバリイは貴婦人”. MOVIE WALKER PRESS.  ムービーウォーカー. 2025年1月8日閲覧。